# Солдатки
- Не следует путать с фильмом 1959 года «Солдатка»

«Солдатки» — советский фильм 1977 года режиссёра Валентина Козачкова, снятый по мотивам одноимённой повести Михаила Цыбы.

## Сюжет
Весна 1944 года, освобождённая от нацистов Украина. В сожжённое небольшое село на Луганщине возвращаются из эвакуации три подруги — Феня, Алёна и Галя. Полуголодные, где на попутных машинах, а где и пешком, тащат они с собой тяжёлый сундук, только не с платьями и домашней утварью, а с запчастями для трактора — эти молодые девушки — механизаторы, и у них руки горят до работы: возродить, оживить опустошённую войной землю, а сам трактор они перед приходом немцев надёжно спрятали в овраге за селом. В дороге к ним присоединяется демобилизованный солдат, влюбившийся в Галю. Достав из оврага трактор и восстановив его, они начинают пахать землю. Вскоре Алёнка выходит замуж за приехавшего на побывку любимого — фронтовика, который сразу после свадьбы снова уезжает на передовую. Подруги продолжают днём и ночью пахать заросшие бурьяном земли. Их единственный на район трактор пашет землю соседним сёлам. Наступает осень, и героический труд девушек даёт плоды — первый урожай колхоза «Красный хлебороб» отправляется на фронт.

## В ролях
- Нина Ильина — Феня
- Лариса Удовиченко — Алёнка
- Надежда Пономаренко — Галя
- Андрей Праченко — Кислый
- Олег Корчиков — Найдёнов
- Зинаида Дехтярёва — Одарка
- Владимир Алексеенко — дед Карпо
- Виктор Полищук — дед Харлампий
- Александр Костюченко — Сашко Гомин
- Саша Коломеец — Федя
- Жоробек Аралбаев — Реземетов
- Александр Кавалеров — Петя
- Мария Капнист — Марина
- Константин Степанков — Степаныч
- Инга Третьякова — цыганка
- Зана Занони — эпизод

## Критика
Критика писала, что при хорошем сценарии фильм не удался:

Не повезло в том году студии с фильмом «Солдатки». Автор сценария М. Цыба родом из степного Донбасса, и описал он то, чему сам был непосредственный свидетель или участник …. К сожалению, испытания, которым подвергся сценарий М. Цибы, напрочь его разрушили. От разветвлённых сюжетных линий уцелела только упомянутая весна 1944 года, всё остальное исчезло бесследно. В «Солдатках» хорошие эпизоды (первая вспашка, свадьбы Разаметова и Алёны), но фильм в целом не сложился, не стал тем, чем он мог бы стать.— Новини кіноекрана, 1978